# Општина Могошешти (Јаши)
Могошешти (рум. Mogoşeşti) општина је у Румунији у округу Јаши.
Oпштина се налази на надморској висини од 203 m.